# Garencières
Garencières är en kommun i departementet Eure i regionen Normandie i norra Frankrike. Kommunen ligger i kantonen Saint-André-de-l'Eure som tillhör arrondissementet Évreux. År 2018 hade Garencières 594 invånare.

## Befolkningsutveckling
Antalet invånare i kommunen Garencières
Referens:INSEE